# Concrete Blonde
I Concrete Blonde sono un gruppo musicale alternative rock statunitense originario di Los Angeles e attivi dal 1982 al 1995, poi dal 2001 al 2004 e infine riunitisi nel 2010. Il loro disco più famoso è Bloodletting (1990). La vocalist e bassista del gruppo è Johnette Napolitano.

## Storia del gruppo
Johnette Napolitano fonda il gruppo Dream 6 insieme al chitarrista James Mankey nel 1982. Il gruppo rilascia un EP in Francia e nel 1986 firma per la I.R.S. Records, prima di cambiare nome in Concrete Blonde su consiglio di Michael Stipe. Sempre nel 1986 esce l'eponimo album di debutto, in cui c'è Harry Rushakoff alla batteria. Nel 1989 segue Free, in cui fa l'esordio il secondo chitarrista Al Block.
Il terzo disco è quello del successo commerciale: si tratta di Bloodletting, in cui prende parte Paul Thompson (batterista dei Roxy Music) al posto di Rushakoff. Il disco contiene il singolo Joey.
Nel 1992 Walking in London segna il ritorno di Rushakoff, mentre l'anno seguente esce Mexican Moon. A causa del mancato successo di questi due dischi, Napolitano decide di lasciare il gruppo.
Nel 1997 il nome Concrete Blonde (si tratta del duo Napolitano-Mankey) compare nell'album Concrete Blonde y Los Illegas realizzato in collaborazione col gruppo chicano punk Los Illegas.
La band si riunisce ufficialmente nel 2001 con la pubblicazione dell'album Group Therapy (2002), registrato in soli dieci giorni. Subito dopo Rushakoff abbandona  nuovamente il gruppo appannaggio di Gabriel Ramirez. Nel 2004 viene pubblicato Rojave.
Nel giugno 2006 viene annunciato il ritiro del gruppo con un messaggio diffuso su internet.
Nel 2010 viene ristampato Bloodletting con l'aggiunta di sei nuove tracce tra inediti e live.
Nel 2012 il gruppo pubblica il singolo Rosalie e nel dicembre dello stesso anno affronta un tour negli Stati Uniti.

## Formazione
- Johnette Napolitano - voce, basso
- James Mankey - chitarra
- Gabriel Ramirez - batteria

Ex membri
- Harry Rushakoff - batteria
- Paul Thompson - batteria
- Al Block - chitarra

## Discografia

### Album studio
- 1986 - Concrete Blonde
- 1989 - Free
- 1990 - Bloodletting
- 1992 - Walking in London
- 1993 - Mexican Moon
- 2002 - Group Therapy
- 2004 - Mojave

### Altri lavori
- 1994 - Still in Hollywood (raccolta)
- 1996 - Recollection: The Best of Concrete Blonde (raccolta)
- 1997 - Concrete Blode y Los Illegals (collaborazione con Los Illegas)
- 2003 - Live in Brazil 2002 (live)
- 2005 - The Essential (rimasterizzazione)
- 2010 - Bloodletting: 20th Anniversary Edition (rimasterizzazione)
- 2012 - Rosalie (EP)